# Меллен (Вісконсин)
Меллен (англ. Mellen) — місто (англ. city) в США, в окрузі Ешленд штату Вісконсин. Населення — 698 осіб (2020).

## Географія
Меллен розташований за координатами 46°19′26″ пн. ш. 90°39′39″ зх. д. / 46.32389° пн. ш. 90.66083° зх. д. (46.323935, -90.660741).  За даними Бюро перепису населення США в 2010 році місто мало площу 4,83 км², уся площа — суходіл.

## Демографія
Згідно з переписом 2010 року, у місті мешкала 731 особа в 337 домогосподарствах у складі 182 родин. Густота населення становила 151 особа/км².  Було 428 помешкань (89/км²).
Расовий склад населення:
| - 97,1 % — білих - 1,2 % — корінних американців - 0,3 % — чорних або афроамериканців - 0,1 % — азіатів |

До двох чи більше рас належало 1,0 %. Частка іспаномовних становила 1,6 % від усіх жителів.
За віковим діапазоном населення розподілялося таким чином: 20,7 % — особи молодші 18 років, 57,1 % — особи у віці 18—64 років, 22,2 % — особи у віці 65 років та старші. Медіана віку мешканця становила 46,5 року. На 100 осіб жіночої статі у місті припадало 97,6 чоловіків;  на 100 жінок у віці від 18 років та старших — 92,1 чоловіків також старших 18 років.
Середній дохід на одне домашнє господарство  становив 50 110 доларів США (медіана — 32 054), а середній дохід на одну сім'ю — 69 091 долар (медіана — 50 417). Медіана доходів становила 37 917 доларів для чоловіків та 32 250 доларів для жінок. За межею бідності перебувало 19,6 % осіб, у тому числі 42,4 % дітей у віці до 18 років та 7,7 % осіб у віці 65 років та старших.
Цивільне працевлаштоване населення становило 298 осіб. Основні галузі зайнятості: виробництво — 33,2 %, освіта, охорона здоров'я та соціальна допомога — 22,8 %, роздрібна торгівля — 9,4 %, науковці, спеціалісти, менеджери — 6,0 %.